# نرجس محمدی
نرجس محمدی نویسندهٔ ایرانی کتاب‌های کودک و نوجوان است.

## جوایز
کتاب چه فکر خوبی! از آثار او که در سال ۱۳۹۸ از سوی نشر طوطی منتشر شد، در فهرست کلاغ سفید (۲۰۲۰) قرار گرفت.